# Будівля ректорату Софійського університету
Будівля ректорату Софійського університету (болг. Сградата на Ректората на Софийския университет або просто болг. Ректорат на Софийския университет) — монументальна будова у центрі міста Софія, зведена впродовж 1924—1934 років на основі конкурсного проєкту французького архітектора Жана Бреассона і повністю у сучасному вигляді добудована 1985 року. Будівля розташована на північній стороні бульвару Цар Визволитель № 15. Від часу спорудження і до сьогодні будівля є головним корпусом Софійського університету, де, окрім ректорату, розташовані декілька факультетів та інших підрозділів. Будівля ректорату збудована у стилі бароко, має статус нерухомої культурної цінності національного значення. Вона вражає своєю історією, естетикою та функціональністю.

## Передумови появи Софійського університету та будівництва його головного корпусу
Створення першого болгарського університету було визначальним фактором розвитку болгарської духовності після звільнення від османського панування. Ідея вищої школи мала глибокі корені. На її підтримку висловлювалася низка діячів болгарського національного відродження, серед яких Васил Априлов, Іван Селімінскі, Неофіт Бозвелі, Іларіон Макаріопольский, Константин Фотинов та інші.
1880 року Міністерство народної просвіти внесло до Народних зборів проєкт закону про училища в Князівстві Болгарія. Документом було передбачено, що «після проходження курсу в реальних та класичних гімназіях потрібно відкрити болгарське вище училище (університет), яке б охоплювало юридичні, філософські, природничі, медичні та технічні науки». 1887 року міністр освіти Тодор Іванчов видав розпорядження про відкриття на базі Першої чоловічої класичної гімназії в Софії Вищих педагогічних курсів. Згідно з постановою Міністерства народної просвіти Князівства Болгарія, 1 жовтня 1888 року передбачалося відкриття на базі чоловічої гімназії Вищих педагогічних курсів у Софії з єдиним історико-філологічним відділом.
3 жовтня 1888 року на Курсах було офіційно розпочато викладання, за яким поступово закріпилася назва «лекції», викладачі відповідно стали іменуватися професорами.
8 грудня 1888 р. Національні збори (парламент) прийняли закон про перетворення Курсів у Вищу школу. 29 січня 1889 р. був обраний перший ректор закладу. У 1904 році заклад був перейменований на Університет під назвою «Болгарський університет братів Євлогія та Христо Георгієвих з Карлово» (часто задля скорочення іменувався навіть у документах просто Софійський університет).

## Благодійники
Діяльність університету потребувала відповідної матеріальної бази, у тому числі власних приміщень. Від початку свого створення Софійський університет розмістився у новозбудованій двоповерховій будівлі Першої чоловічої класичної гімназії за адресою вулиця Московська № 49 (архітектор — Константин Йованович). Згодом університет отримав у користування ще декілька будівель, у тому числі будинок д-ра Василіаді на вулиці Московській, № 13 (1885 року забудови). Однак матеріальна база Університету залишалася досить скромною і актуальною була потреба спорудження власної університетської будівлі.
Позитивне вирішення цього питання було започатковане з ініціативи двох братів-мільйонерів Євлогія та Христо Георгієвих, болгар, котрі проживали в Румунії, займалися підприємництвом та банківською діяльністю і накопичили значний капітал. Брати походили з міста Карлово і живучи в Румунії жертвували значні суми на розвиток освіти у новоствореній Болгарській державі.
Євлогієм Георгієвим були зроблені дві значні пожертви на заснування майбутнього болгарського університету.

## Початок спорудження. Етапи будівництва
Зведення будівлі ректорату у теперішньому вигляді мало довгу історію і тривало з перервами 61 рік (1924—1985). Історію будівництва корпусу умовно поділяють на три етапи:
перший етап (1924—1934 роки) — спорудження центрального об'єму будівлі у вигляді зімкненої рівнобічної трапеції з центральним ризалітом на чоловому фасаді;
другий етап (1941—1952 роки) — прибудова до існуючого центрального об'єму південного та північного (бічних) крил;
третій етап (1972—1985 роки) — розширення існуючої частини північного крила.

### І етап: 1924—1934 роки
1920 року Ефорія Євлогія та Христо Георгієвих доручила директору департаменту Міністерства громадських робіт архітектору Йордану Міланову переробити раніше схвалений проєкт університетської будівлі Жана Бреассона 1912 року та приступити до будівництва.
Ренесансний вигляд споруди запроєктованої Бреассоном Міланов змінив на більш еклектичний стиль з переважанням бароко. Архітектор зробив споруду більш практичною, враховуючи побажання Ефорії, Міланов збільшив поверховість споруди з трьох до п'яти поверхів та збільшив кількість приміщень у корпусі з 39 до 75 (за іншими даними з 59 до 89). Він адаптував план ректорату таким чином, щоб його можна було використовувати не лише для службових кабінетів ректорату та деканатів, але також для аудиторій юридичного та історико-філологічного факультетів.
В той же час він суттєво покращив архітектурний вигляд фасаду завдяки вражаючій монументальній скульптурі.
Переглянутий Мілановим проєкт був готовий до середини 1924 року. 30 червня 1924 року був закладений наріжний камінь споруди і будівельні роботи розпочалися. Головним архітектором проєкту призначили того ж Йордана Міланова. Міланов сумлінно виконував доручену йому справу аж до своєї смерті 8 лютого 1932 р., він помер безпосередньо на будівництві ректорату внаслідок важкої застуди.
По смерті Міланова керівництво роботами від лютого до 1 серпня 1932 року очолював член будівельної комісії при Ефорії архітектор Лазар Парашкеванов, а від 1 серпня 1932 і до завершення будівництва керівником був архітектор при Ефорії Стефан Хайнаджиєв.
Остаточно спорудження ректорату було закінчене в кінці листопада 1934 року (с. 65). Виконавцями будівельного підряду з побудови ректорату були 160 фірм та підприємців різного профілю, дві з залучених компаній були іноземними — одна чеська та одна німецька (66). Було забудована площу (під споруди ректорату та університетської бібліотеки) розміром 3000 м кв. Вартість будівництва склала 65 500 000 болгарських левів.
16 грудня 1934 року будівлю ректорату було урочисто освячено та відкрито.

## Архітектура
Архітектура будівлі ректорату за планом Йордана Міланова — еклектичний стиль з переважанням бароко.
За архітектурно-планувальними характеристиками розбудований корпус має п'ять поверхів (п'ятий поверх — мансардний), у плані він Є-подібної форми. Споруда центрального об'єму монолітна із залізобетонним каркасом та кладеними цегляними перегородками. Для зовнішнього облицювання фасаду центрального об'єму використовувався врачанський вапняк високої якості, кремового кольору з яскраво вираженим малюнком лицьової поверхні.
До центрального об'єму прибудовані південне та північне бокові крила, гармонійно виконані у єдиному класицистичному стилі.
Будівля ректорату займає 36 000 м кв. загальної площі і налічує 324 кімнати, з них 65 аудиторій на 6 000 місць. За будівлею ректорату, у внутрішньому дворику, розташована університетська бібліотека.